# Sollevamento pesi ai V Giochi del Mediterraneo
I tornei di sollevamento pesi ai V Giochi del Mediterraneo si sono svolti dal 9 all'11 settembre 1967 a Tunisi, in Tunisia.

## Podi

### Uomini
| Evento         | Oro                  | Totale                       | Argento            | Totale                   | Bronzo           | Totale                   |
| fino a 56 kg   | Peppino Tanti        | 300 kg (85+90+125)           | Jean-Pierre Meurat | 300 kg (92,5+90+117,5)   | Baydhoune Salah  | 285 kg (82,5+90+112,5)   |
| fino a 60 kg   | Sebastiano Mannironi | 345 kg (105+105+135)         | Jean Dumas         | 327,5 kg (105+97,5+125)  | Hedi Akrut       | 292,5 (85+82,5+125)      |
| fino a 67,5 kg | Jean-Luc Muller      | 372,5 kg (122,5+105+145)     | Anselmo Silvino    | 370 kg (110+117,5+142,5) | Francisco Mateos | 355 kg (107,5+107,5+140) |
| fino a 75 kg   | Rolf Maier           | 420 kg (135+125+160)         | Giovanni Proto     | 397.5 kg (132,5+115+150) | Chrīstos Iakōvou | 372,5 kg (120+110+142,5) |
| fino a 82,5 kg | Marcel Paterni       | 447,5 kg (147+132,5+167,5)   | Gino Corradini     | 430 kg (147,5+122,5+160) | Guner Cevir      | 367,5 kg (112,5+115+140) |
| fino a 90 kg   | Stergios Tsoukas     | 425 kg (135+125+165)         | Roberto Vezzani    | 422,5 kg (127,5+130+165) | Alfred Steiner   | 422,5 kg (140+122,5+160) |
| oltre 90 kg    | Jean-Paul Fouletier  | 492,5 kg (162,5+147,5+182,5) | Kevork Lahamdjian  | 417,5 kg (145+117,5+155) | Abdelaziz Douiri | 390 kg (130+115+145)     |